# Harrovia elegans
Harrovia elegans is een krabbensoort uit de familie van de Pilumnidae. De wetenschappelijke naam van de soort is voor het eerst geldig gepubliceerd in 1887 door de Man.